# Фердінан Шлаттер
Фердінан Шлаттер (фр. Ferdinand Schlatter, 14 лютого 1831 — 4 липня 1907) — французький яхтсмен.
Бронзовий призер Олімпійських Ігор 1900 року в 1-му запливі в класі 2—3 тонни.